# Nmap
Nmap (Network MAPer) je bezpečnostní skener portů vyvinutý Gordonem Lyonem (známý pod přezdívkou Fyodor nebo Fyodor Vaskovich). Primárně se tento nástroj používá k hledání hostitelských počítačů a služeb na počítačové síti, čili k vytvoření jakési "mapy" sítě. Aby Nmap mohl vykonávat tyto úkoly, odesílá na cílový počítač speciálně upravené pakety a poté analyzuje odpovědi.
Na rozdíl od jiných jednoduchých skenerů portů, které pouze odesílají pakety v určité předdefinované časové periodě, Nmap počítá s různými stavy počítačové sítě (kolísání latence, zahlcením sítě, interference s cílovým strojem) během skenování. Díky obrovské komunitě uživatelů a přispěvatelů se Nmap stal více než jenom skenerem, který je schopen zjistit, zda je hostitelský počítač online či offline, a který zjistí, jaké porty jsou otevřené a jaké zavřené. Nmap je schopen odhalit operační systém cílového počítače, jména a verze služeb naslouchajících na portech, jak dlouho je cílový systém online, typy zařízení nebo přítomnost firewallu případně jeho pravidla. Nmap byl původně vyvinut pro skenování velkých sítí a proto zvláště v tomto segmentu vyniká nad ostatními skenery.
Nmap je dostupný pro operační systémy Linux, Solaris, HP-UX, BSD, Windows, Mac OS X, SGI IRIX a AmigaOS. První verze byla vydána, spolu se zdrojovým kódem v září 1997 v magazínu Phrack.

## Vlastnosti
- Zjištění otevřených portů na jednom nebo více počítačích.
- Identifikování služby běžící na těchto portech
- Zjištění typu operačního systému běžícího na daném počítači (OS fingerprinting)
- Pomocí NSE (Nmap Scripting Engine), který byl představen ve verzi 4.50, je možné interaktivně komunikovat s cílovým systémem.

## Použití
- Audit služeb a systémů v počítačových sítích
- Správa sítě a síťových zdrojů
- Nástroj pro bezpečnostní audity a penetrační testování
- Mapování sítí od malých až po korporátní rozlehlé sítě

## Grafické rozhraní
Nmap byl původně nástrojem spouštěným na UNIXových platformách v příkazovém řádku. Ve verzi 4.50 bylo implementováno grafické rozhraní ZenMap. Dle slov samotného Fyodora to bylo z toho důvodu, že zde byla potřeba poskytnout uživateli alespoň nějakou mapu, když už jde o síťové mapování. Před verzí 4.50 se jakožto grafické rozhraní používal NmapFE (dostupný od verze 2.50).

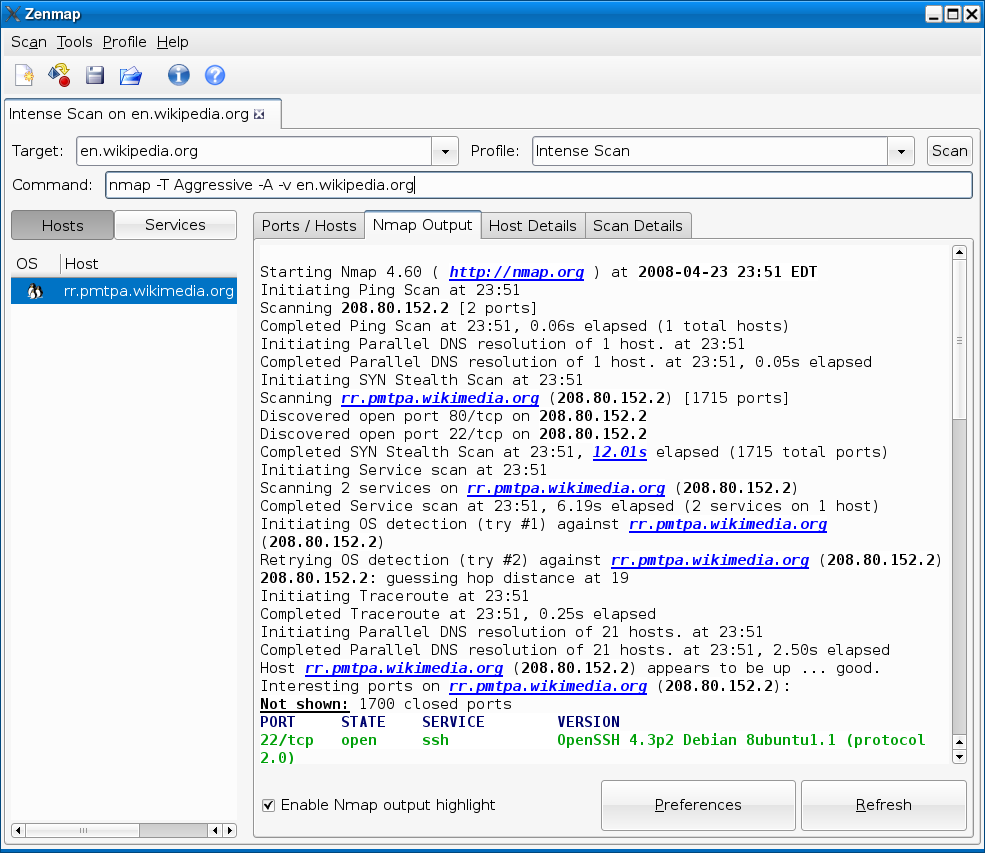
Zenmap, ukazuje výsledky scanu portálu Wikipedia
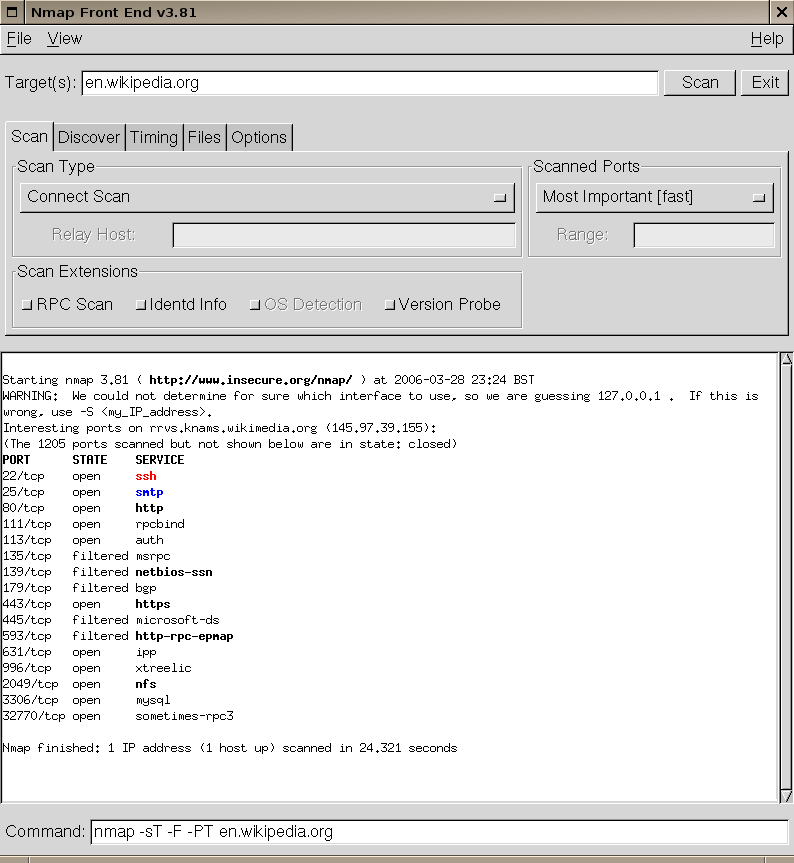
NmapFE, ukazuje výsledky scanu portálu Wikipedia
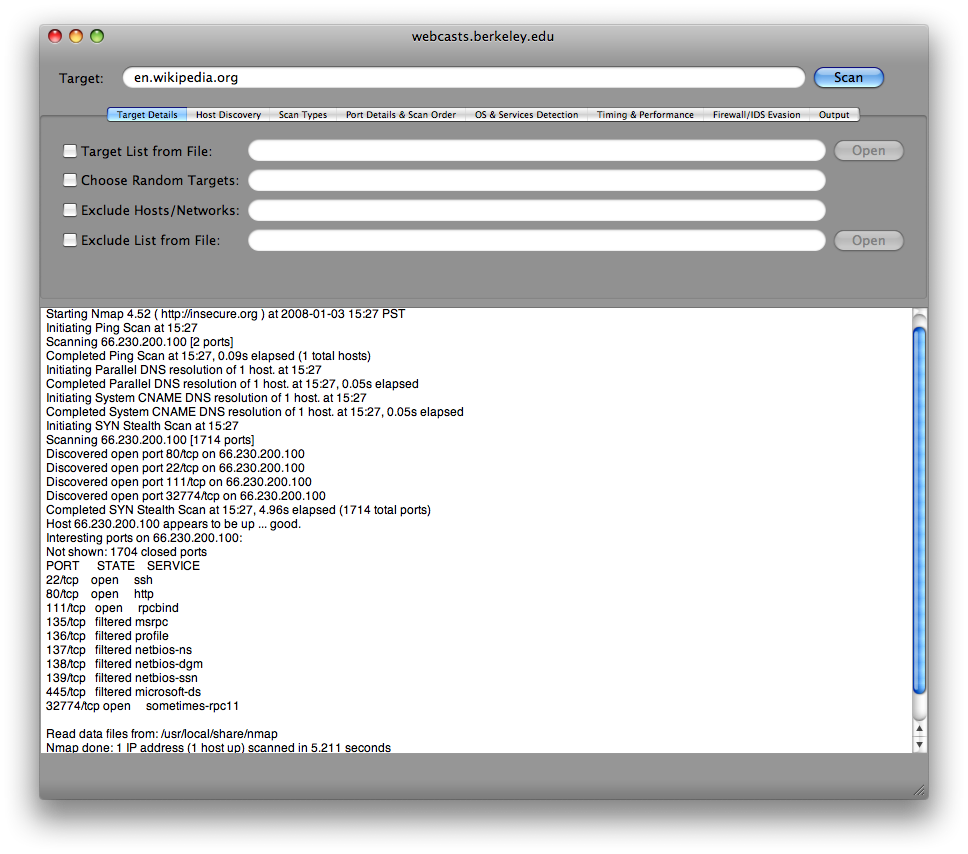
XNmap, rozhraní v MAC OS X.

## Základní typy scanů a příkazů
TCP Connect Plné TCP připojení k cílovému systému

XMAS tree scan Útočník zkontroluje služby běžící na cílovém systému pomocí odeslání tzv. XMAS-tree scanu. Jak je patrno již z názvu tento scan rozsvítí všechny žárovky na vánočním stromečku. V našem případě všechny flagy čili FIN, URG a PSH, jsou odeslány.

SYN Stealth scan Také znám jako half-open scan. Útočník odesílá SYN paket a dostává zpět SYN-ACK ze serveru. Protože není navázáno plné TCP spojení je tento typ scanu poněkud nenápadnější.

Null scan Tento scan má velkou šanci projít skrze firewall nedetekován nebo modifikován. U tohoto scanu není nastaven žádný z flagů. Smutné je, že je funkční pouze na UNIXových platformách.

Windows scan Velmi podobný ACK scanu, funguje pouze na Windows systémech.

ACK scan Tento scan je spíše určen na detekci pravidel firewallu. Je funkční pouze na UNIXových platformách.

-sT TCP connect scan

-sS SYN scan

-sF FIN scan

-sX XMAS scan

-sN Null scan

-sP Ping scan

-sU UDP scan

-sO Protocol scan

-sA ACK scan

-sW Windows scan

-sR RPC scan

-sL List/DNS scan

-sI Idle scan

-Po Bez PING

-PT TCP PING

-PS SYN PING

-PI ICMP PING

-PB TCP a ICMP PING

-PB ICMP Timestamp

-PM ICMP Netmask

-oN Normal output

-oX XML output

-oG Greppable output

-oA All output

## Knihy
- FYODOR LYON, Gordon. Nmap Network Scanning: The Official Nmap Project Guide to Network Discovery and Security Scanning [online]. Insecure.com LLC, 1. leden, 2009. S. 468. Dostupné online. ISBN 0979958717.